# Emma Feliu
Emma Feliu Martín (Castellón de Ampurias, 31 de octubre de 2003) es una deportista española que compite en natación adaptada. Ganó una medalla de bronce en los Juegos Paralímpicos de París 2024, en la prueba de 4 × 100 m libre mixto (clase 49 puntos).

## Palmarés internacional
| Juegos Paralímpicos | Juegos Paralímpicos | Juegos Paralímpicos | Juegos Paralímpicos              |
| Año                 | Lugar               | Medalla             | Prueba                           |
| ------------------- | ------------------- | ------------------- | -------------------------------- |
| 2024                | París (Francia)     | Medalla de bronce   | 4 × 100 m libre (49 ptos.) mixto |